# Gymnoderma coccocarpum
Gymnoderma coccocarpum är en lavart som beskrevs av Nyl. Gymnoderma coccocarpum ingår i släktet Gymnoderma och familjen Cladoniaceae.   Inga underarter finns listade i Catalogue of Life.